# Saxikolní organismus

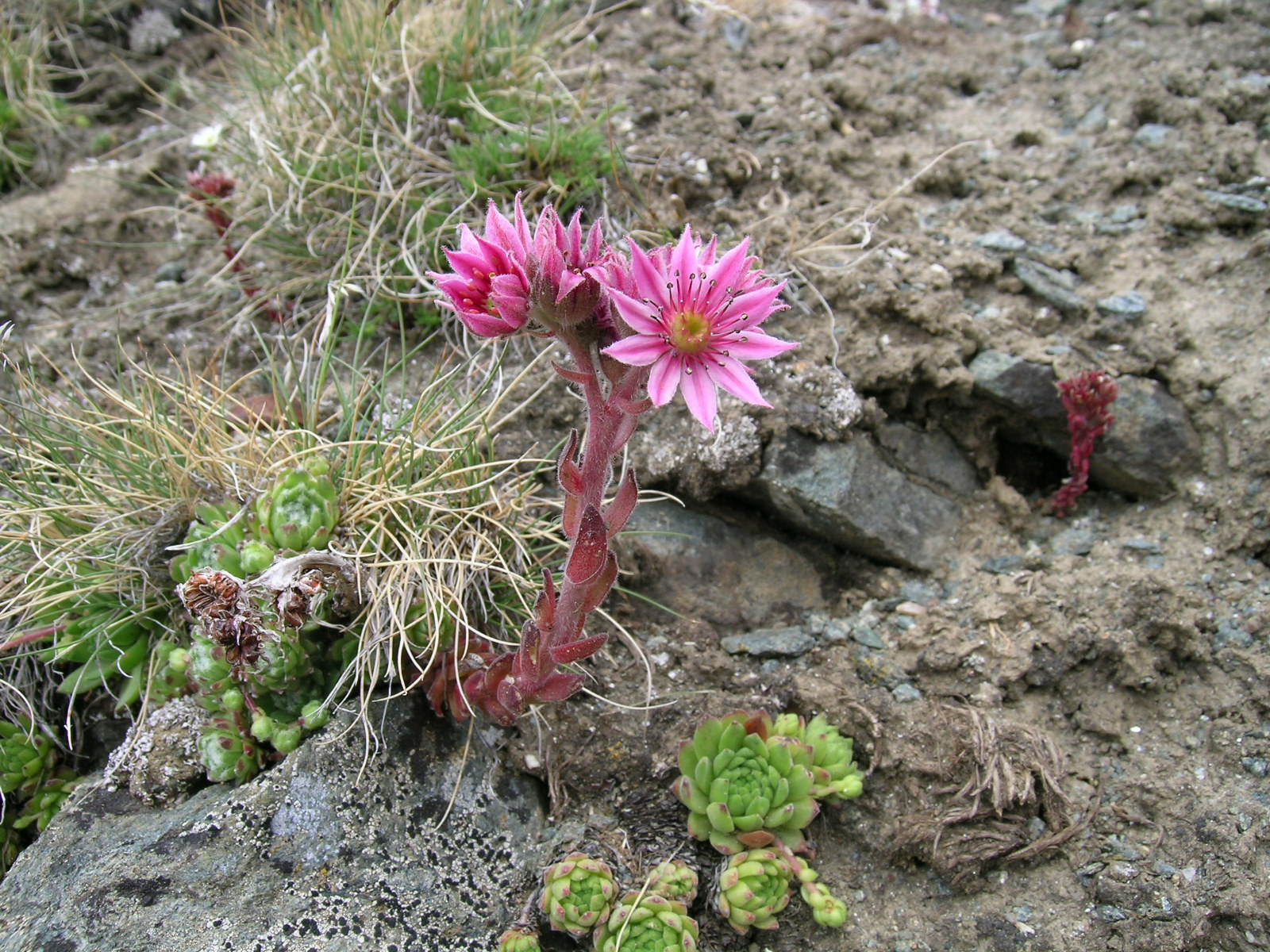
Netřesk horský (Sempervivum montanum) je obecně známou saxikolní rostlinou a také často pěstovanou skalničkou

Saxikolní organismus (také epilit) je organismus, jehož biotopem jsou skály, suti a podobná stanoviště. Někdy se takový druh uplatňuje jako průkopník života na těchto místech, tedy jako tzv. pionýrský druh. Velmi časté jsou saxikolní lišejníky, může jít i o jednobuněčné organismy jako řasy, sinice či bakterie, o vyšší rostliny (např. netřesk) nebo o saxikolní živočichy (šupinušky, chvostoskoci).